# Wilma Rusman
Wilma Rusman-Zukrowski (14 mei 1958) is een voormalige Nederlandse langeafstandloopster, die zowel op de baan, op de weg en in het veld goed uit de voeten kwam. Ze veroverde gedurende haar loopbaan twee nationale titels.

## Biografie

### Eerste successen
Rusman zette als Wilma Zukrowski haar eerste stappen op de atletiekbaan toen zij acht jaar oud was. Haar eerste grote succes boekte zij zeventien jaar later, in 1983, toen zij in Eibergen nationaal veldloopkampioene werd. Vier jaar eerder had zij tijdens een trainingskamp Peter Rusman leren kennen, met wie zij later trouwde.

### Dubbele overwinning in Egmond
Uniek was in 1985 haar overwinning op 26-jarige leeftijd in de halve marathon van Egmond, omdat echtgenoot Peter diezelfde wedstrijd won bij de mannen. Deze editie werd gelopen bij dertig centimeter sneeuw en tien graden onder nul. Een maand later won Evert van Benthem zijn eerste Elfstedentocht. "Ik was zo bang dat Peter zou verdwalen in de sneeuw. [...] Alleen al de rit naar Egmond was een hele onderneming. De omstandigheden waren bar, maar daar trokken Peter en ik ons niks van aan. Wij waren beiden van die types die er altijd voor gingen. Dat deden we toen ook en we waren niet alleen. We deelden ons lot met 4450 andere deelnemers". Ze heeft in haar sportcarrière vele bekers weggegeven, maar bewaarde altijd de overwinningsbeker van Egmond. Over het moment dat ze te horen kreeg dat haar man voor in de wedstrijd lag, liet ze aan het AD optekenen: "Ik voelde meteen: dit mag ik niet meer loslaten. En ik moest aldoor denken aan Peter, mijn maatje. Hij liep helemaal alleen op kop, zette overal als eerste zijn voetstappen in de sneeuw. Dat moet voor hem een geweldig gevoel zijn geweest. Aan de andere kant was ik ook bang dat hij zou verdwalen. Waar je ook keek op het strand en in de duinen: het was één grote, witte poolvlakte."
Vervolgens werden ze korte tijd later allebei ook nog eens tweede bij de Nederlandse veldloopkampioenschappen in Schaesberg, om die stunt een week later te herhalen tijdens de 20 km van Alphen. Een ongeëvenaarde trilogie.
Het jaar 1985 leek aanvankelijk toch al het topjaar van Wilma Rusman te worden, want in april won zij ook nog eens de marathon van Rotterdam in 2:35.32, haar persoonlijke record. Bovendien brak zij op 6 april 1985 met een tijd van 1:30.17 het Nederlandse record op de 25 km. 'Buurvrouw' Carla Beurskens zou dit record pas in 1989 verder verbeteren tot 1:27.10.

### Persoonlijk
Op 22 september 1985 overleed geheel onverwacht haar echtgenoot Peter op slechts 32-jarige leeftijd. Peter besloot in een zware depressie die begin dat jaar begon zelf uit het leven te stappen. "Wat er precies in het hoofd van Peter gebeurde, dat was voor mij een vraagteken. Hij heeft professionele hulp gezocht, maar dat heeft niet meer geholpen. Als iemand echt niet meer wil, dan houdt het op." De Peter Rusmanloop, die van 1986 tot en met 2016, dertig jaar lang op paasmaandag in Oirsbeek is gehouden, was een eerbetoon aan deze Limburgse atleet. Sinds 2017 is Rusman getrouwd met haar vriendin.

### Verdere loopbaan
Wilma Rusman was tijdens haar actieve sportcarrière aangesloten bij atletiekvereniging Unitas. Sindsdien is zij als trainster aan deze vereniging verbonden gebleven. Bovendien was zij gedurende enkele jaren coach van de vrouwencompetitieploeg van Unitas, waarmee ze in 2008 eerste werd op het NK voor clubteams en in 2009 derde. Rusman geeft loopclinics aan recreanten en bedrijven en werkt als gediplomeerd sportmasseur. In haar dagelijks werk is zij sinds 1983 oprichter en eigenaar van een hardloopspeciaalzaak.

### Koninklijke onderscheiding
Op 25 april 2008 ontving Wilma Rusman een koninklijke onderscheiding.

## Nederlandse Kampioenschappen
| Onderdeel                 | Jaar |
| ------------------------- | ---- |
| veldlopen (lange afstand) | 1983 |
| 5000 m                    | 1985 |

## Persoonlijke records
Baan
| Onderdeel | Prestatie | Datum         | Plaats     |
| --------- | --------- | ------------- | ---------- |
| 800 m     | 2.09,0    | 25 juli 1980  | Den Haag   |
| 1500 m    | 4.20,30   | 23 juli 1983  | Vught      |
| 3000 m    | 9.19,17   | 24 juli 1983  | Vught      |
| 5000 m    | 15.56,6   | 23 april 1983 | Roosendaal |
| 10.000 m  | 36.27,0   | 30 juni 1984  | Brugge     |

Weg
| Onderdeel      | Prestatie       | Datum            | Plaats    |
| -------------- | --------------- | ---------------- | --------- |
| 5 km           | 16.49,4         | 20 augustus 1985 | Helmond   |
| 10 km          | 34.07           |                  |           |
| 25 km          | 1:30.17 (ex-NR) | 6 april 1985     | Paderborn |
| halve marathon | 1.22.21         | 6 januari 1985   | Egmond    |
| marathon       | 2:35.32         | 20 april 1985    | Rotterdam |

## Prestatieontwikkeling
| Jaar | 1500 m  |
| ---- | ------- |
| 1979 | 4.41,60 |
| 1980 | 4.24,60 |
| 1981 | 4.23,92 |
| 1982 | 4.23,48 |
| 1983 | 4.20,30 |
| 1984 | 4.32,70 |
| 1985 | 4.35,70 |

## Palmares

### 800 m
- 1980:  NK indoor - 2.14,0

### 1500 m
- 1981:  NK - 4.23,92
- 1983:  NK - 4.20,30

### 3000 m
- 1981:  NK - 9.36,44
- 1982:  NK - 9.33,69
- 1983: 8e Europacup B - 9.19,82
- 1983:  NK - 9.19,27

### 5000 m
- 1983:  NK - 16.56,8
- 1985:  NK - 16.49,4

### 10 km
- 1984:  Ronde van Helmond - 36.00
- 1992:  Parelloop - 36.31
- 1993: 4e Parelloop - 37.02

### 15 km
- 1982:  NK te Utrecht - 53.55,8
- 1983:  NK - onbekende tijd

### 10 Eng. mijl
- 1986:  Dam tot Damloop - 57.58

### 20 km
- 1985:  20 van Alphen - 51.50

### halve marathon
- 1985:  halve marathon van Egmond - 1:22.21
- 1986: 4e halve marathon van Egmond - 1:21.55
- 1989: 6e halve marathon van Egmond - 1:24.30

### 25 km
- 1985:  Paderborner Osterlauf (25 km) - 1:30.17

### marathon
- 1985:  marathon van Rotterdam - 2:35.32
- 1986: 13e marathon van Osaka - 2:40.58
- 1988: 6e marathon van Frankfurt - 2:43.23
- 1989: 5e marathon van Frankfurt - 2:45.34
- 1989:  marathon van Reykjavik - 2:47.25
- 1990: 7e marathon van Wenen - 2:45.08

### veldlopen
- 1978: 13e Warandeloop - 8.29,0
- 1979: 6e Warandeloop - 8.46
- 1980: 7e Warandeloop - onbekend
- 1981: 4e NK in Den Haag - 17.33,7
- 1981: 7e Warandeloop - onbekend
- 1982: 5e NK in Norg - onbekend
- 1982: 5e Warandeloop - onbekend
- 1983:  NK in Eibergen - 16.53,85
- 1984:  NK in Bergen op Zoom - 16.35
- 1984:  Cross in Rovereto (4,8 km) - 16.10
- 1984: 6e NK in Bergen op Zoom - 16.35
- 1984: 4e Warandeloop - 11.14
- 1985:  NK in Landgraaf - 16.49
- 1985: 76e WK in Lissabon (5000 m)
- 1985: 4e Warandeloop in Tilburg (3000 m) - 11.43
- 1985: 4e Duindigtcross (3000 m) - 12.12
- 1986: 7e NK in Amsterdam - 16.05
- 1986: 131e WK te Neuchatel (4650 m) - 17.25,6
- 1989: 9e NK in Landgraaf - 19.13
- 1991: 14e NK in Deurne - 18.25
- 1993: 6e NK in Harderwijk - 21.44
- 1998: 17e NK in Asten - 22.08
- 1998:  Abdijcross
- 1999: 23e NK in Heerde - 24.44
- 2000: 15e NK in Heythuysen - 28.18

### overig
- 1984:  Ronde van Boxmeer (10.300 m) - 35.35